# Liérganes
Liérganes – gmina w Hiszpanii, w prowincji Kantabria, w Kantabrii, o powierzchni 36,73 km². W 2011 roku gmina liczyła 2441 mieszkańców.